# II. Städtischer Friedhof Reinickendorf

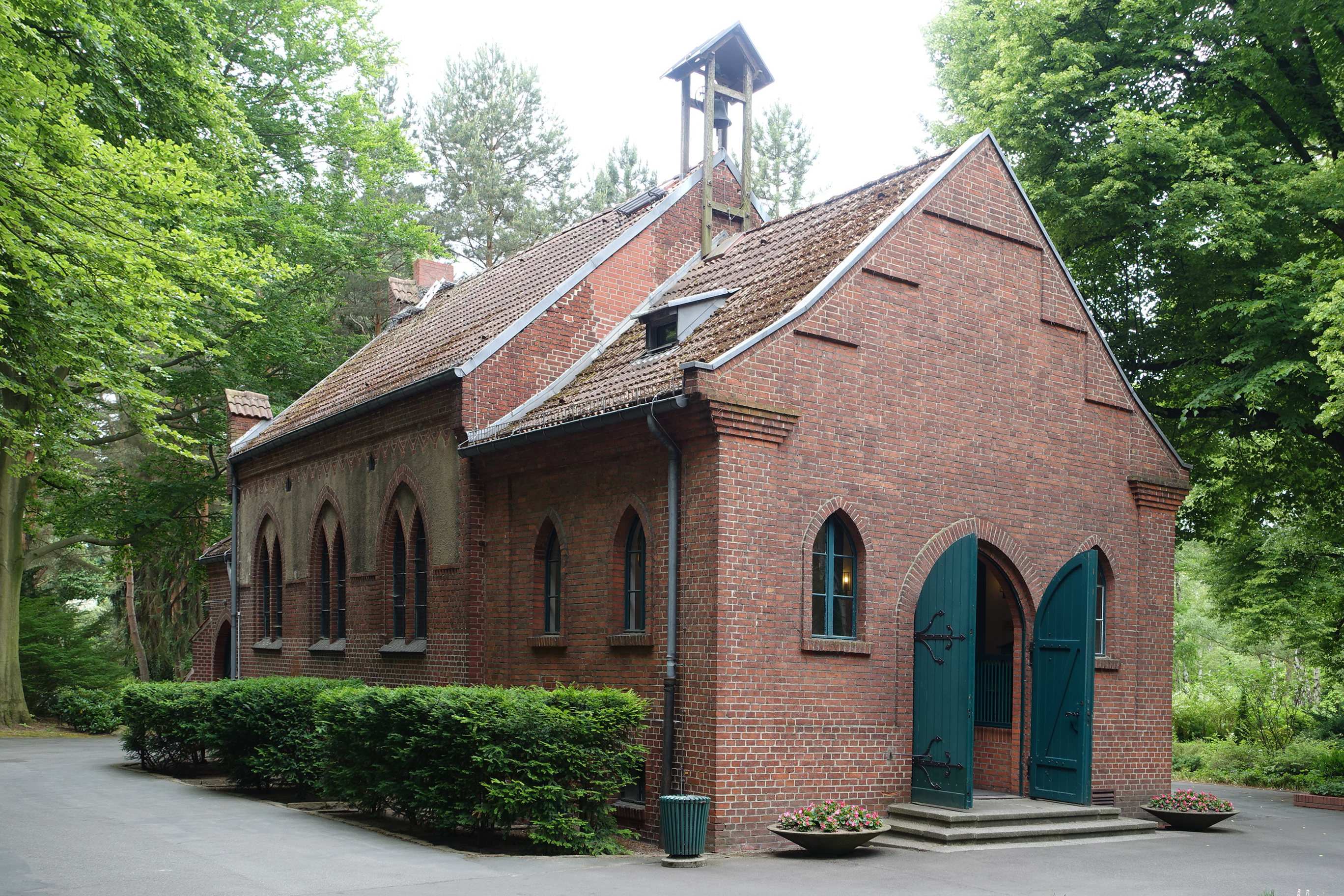
Feierhalle

Der landeseigene Friedhof Reinickendorf befindet sich in der Humboldtstraße im Berliner Bezirk Reinickendorf. Er wurde 1897 in der Nähe des alten Humboldt-Krankenhauses angelegt. Ursprünglich wurde er als zweiter Friedhof von Reinickendorf eröffnet. Seit den 1970er Jahren wurden möglichst alle Opfer zweier Weltkriege aus dem Bezirk auf den ersten Friedhof umgebettet. Der Umzug ist seit 2003 abgeschlossen. Der vormalige erste Friedhof Reinickendorf heißt heute Kriegsgräberfriedhof Reinickendorf, der II. Städtische Friedhof Reinickendorf wurde somit zum Friedhof Reinickendorf.
Der aktuelle Friedhof Reinickendorf umfasst 15,7 Hektar. Die Feierhalle von Carl Moritz (erbaut 1897) ist ein Baudenkmal.

## Gräber bekannter Persönlichkeiten
- Otto Beyer (1885–1962), Maler und Grafiker
- Klaus Brueske (1938–1962), Maueropfer
- Fritz Hausberg (1880–1959), Kommunalpolitiker, 1955 Stadtältester (Ehrengrab des Landes Berlin)
- Horst Kollat (1925–2004), Politiker, Mitglied des Berliner Abgeordnetenhauses
- Meta Omankowsky (1902–1984), Mitglied des Berliner Abgeordnetenhauses, 1972 Stadtälteste (Ehrengrab des Landes Berlin)
- Hermann Schulz (Widerstandskämpfer) (1890–1942), deutscher Widerstandskämpfer[1]
- Olga Segler (1881–1961), Maueropfer

## Grabmal Arthur Strousberg
Der Friedhof Reinickendorf hat dennoch eine besondere Attraktion vorzuweisen, nämlich das Grabmal für Arthur Strousberg, den 1873 mit 23 Jahren an Schwindsucht verstorbenen Sohn des „Eisenbahnkönigs“ und Spekulanten Bethel Henry Strousberg. Dieser ließ den Sohn im Familien-Mausoleum auf dem Alten St.-Matthäus-Kirchhof in Schöneberg beisetzen und beauftragte den renommierten Bildhauer Reinhold Begas mit einem prächtigen Grabmal.
Die lebensgroße Figurengruppe zeigt die trauernde Gattin, die die rechte Hand des soeben gestorbenen Arthur hält. Er liegt auf einem Sarkophag, zu seinen Füßen spielen zwei nackte Kinder (oder Putti) mit Kränzen aus Rosen. Ein Kind sieht ihn dabei fragend an. Am Boden liegt eine umgefallene Sanduhr.

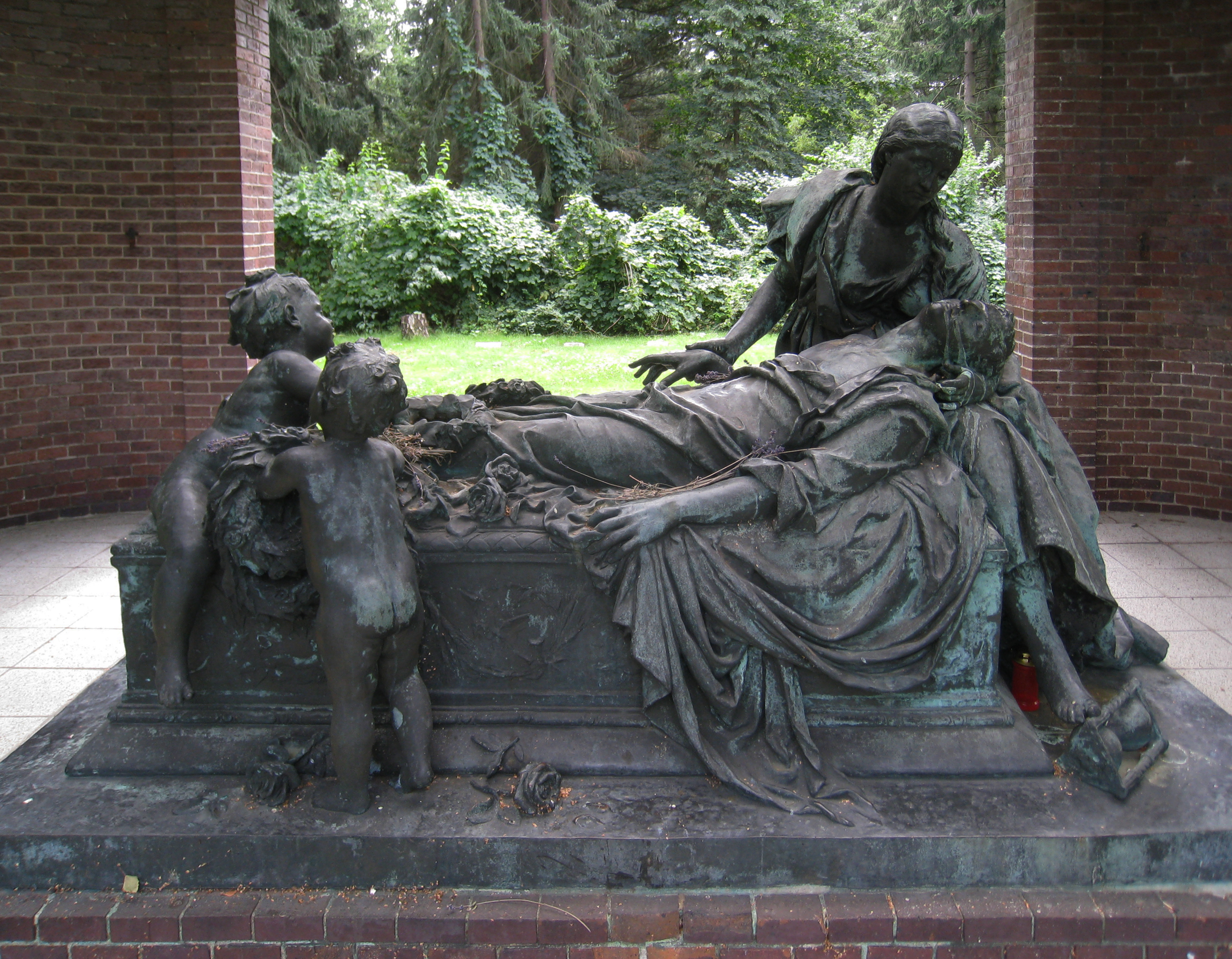
Grabmal Arthur Strousberg
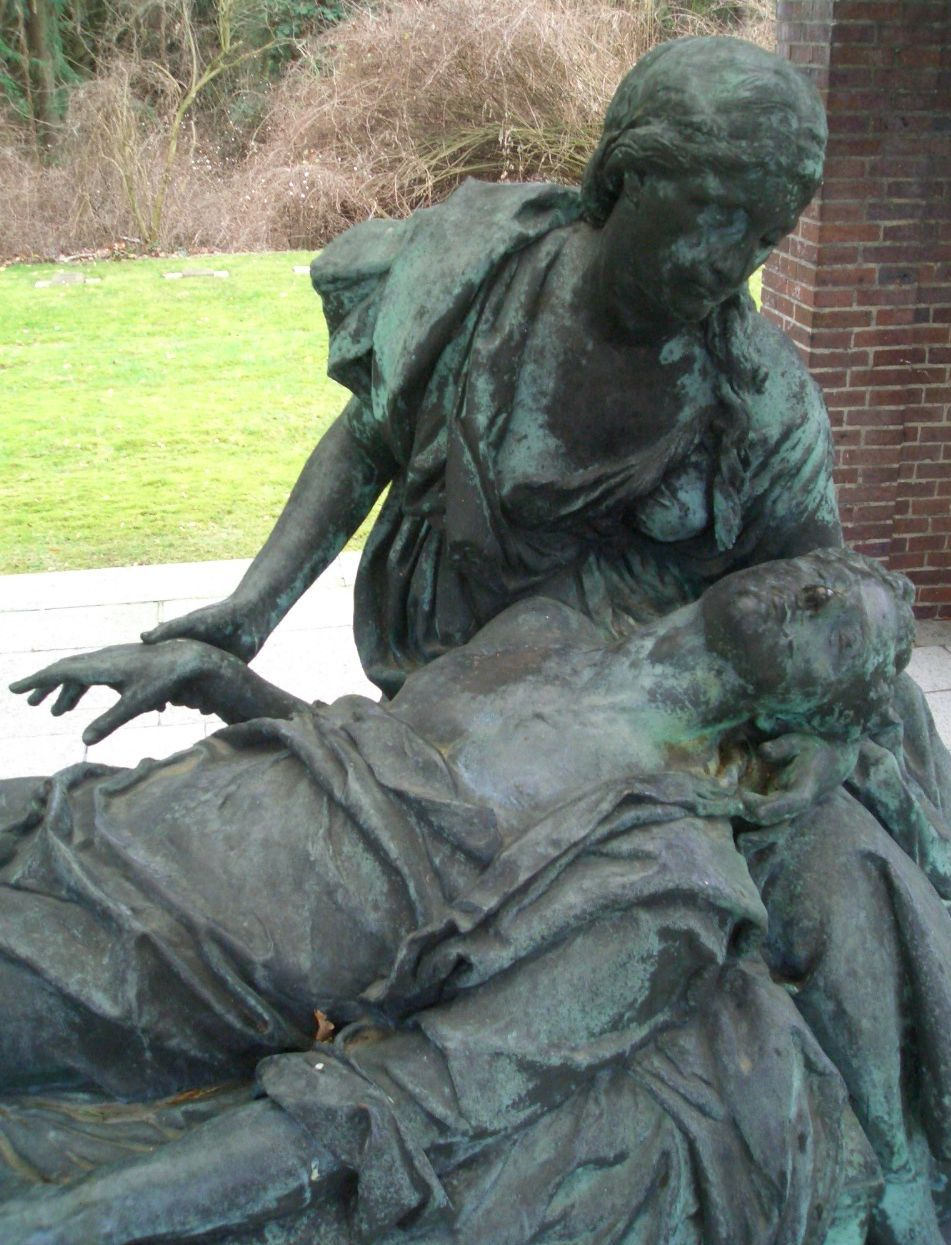
Detail
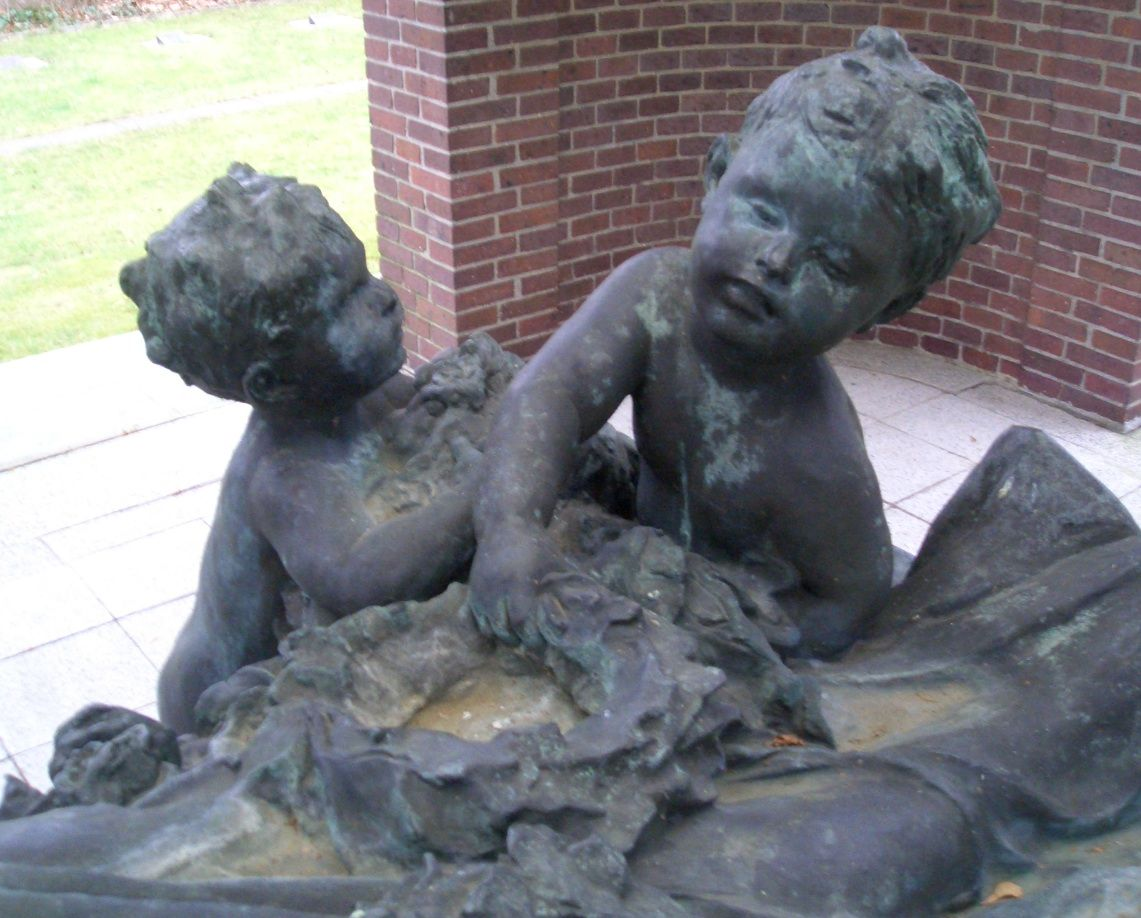
Detail
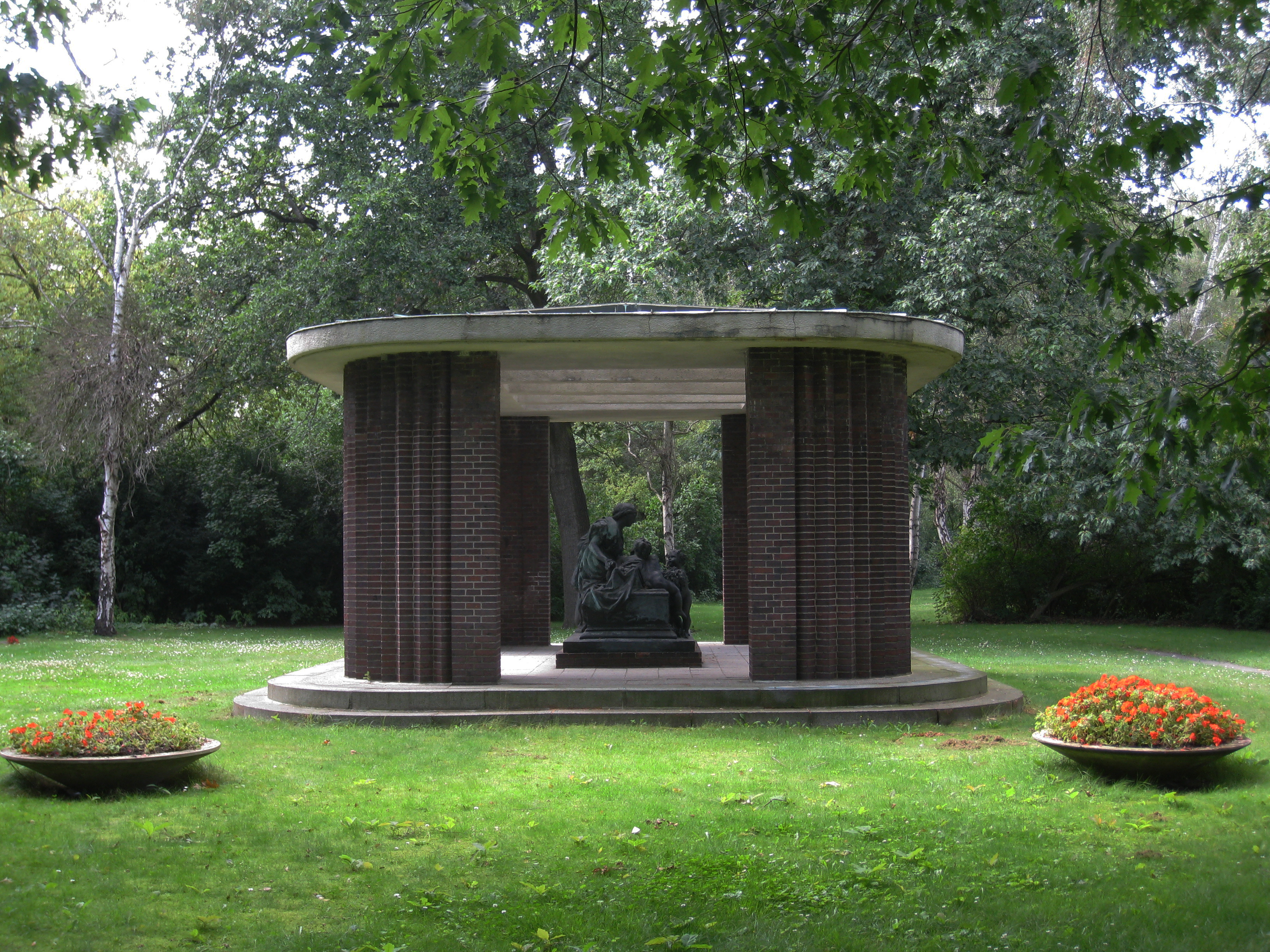
Pfeilerhalle von Richard Ermisch

Als der Künstler das Modell 1874 vollendet hatte, war Strousberg bankrott, und das Grabmal konnte nicht mehr ausgeführt werden. Erst 1900 ließ Begas es auf eigene Kosten in Bronze gießen, um es auf der Weltausstellung 1900 in Paris zu zeigen, wo es einen Grand Prix erhielt. Als Reinhold Begas starb, kaufte die Stadt Berlin das Kunstwerk aus dem Nachlass und ließ es nahe der Friedhofskapelle aufstellen. 1928 errichtete Richard Ermisch eine seitlich offene Pfeilerhalle aus roten Klinkern, die es vor der Witterung schützt. Die Stadt schuf damit „schwergeprüften Herzen eine Stätte der Andacht“ (Willi Wohlberedt), wobei sie dort auf jegliche Information zu Künstler und Hintergrund verzichtete.